# V8 motor
V8 motor je vrsta konfiguracije motora za unutrašnje sagorijevanje, gdje su cilindri kada gledano sprijeda prave konfiguraciju slova V, i svaki krak sadrži četiri cilindra. Kut između cinlindara je obično devedeset stupnjeva, ali nekada znaju praviti manji šiljati kut. Svi cilindri spojeni su na jedinstvenu osovinu.

## Vanjske poveznice
- Karakteristike V8 motora  Arhivirana inačica izvorne stranice od 23. siječnja 2009. (Wayback Machine)